# Olof Rudbeck
Pour les articles homonymes, voir Rudbeck.
Olof Rudbeck (son nom est parfois latinisé en Olaus Johannis Rudbeckius) est un naturaliste, un linguiste et un auteur suédois, né le 13 septembre 1630 à Västerås, Västmanland et mort le 12 décembre 1702 à Uppsala.

## Biographie
Ses parents sont Johannes Rudbeckius (en) (1581-1646), évêque de Västerås, et Magdalena Carlsdotter Hising (1602-1649). Il se marie avec Wendela Lohrman (1637-1711), union dont naîtra un fils, Olof Rudbeck le Jeune (1660-1740), qui deviendra médecin et naturaliste.
Professeur de médecine à Uppsala, il est l’un des deux médecins qui découvre le système lymphatique, ce qui contribue au succès de sa carrière. Pour faciliter ses études de l’anatomie, il fait construire une coupole au-dessus du Gustavianum, le bâtiment principal de l’université d'Uppsala, et un amphithéâtre anatomique pour lui permettre de faire des dissections devant ses étudiants. Rudbeck s’intéresse également à d’autres champs scientifiques comme l’astronomie. Le grand incendie qui détruit une partie d’Uppsala en 1702 consume également une grande partie de ses écrits.
Dans son livre Atlantica (sv) (Atland eller Manheim, 1679–1702), il défend l’idée que la Suède est l’Atlantide et que le suédois est la mère de toutes les langues. Il considère ce livre comme l’œuvre ultime de ses recherches, décidant de se servir des différents domaines scientifiques, qu'il a développés au cours de sa carrière universitaire, pour démontrer que le continent mythique de l'Atlantide ne peut qu'être la Suède.

## Publications
- Disputatio anatomica, de circulatione sangvinis. Västerås, Eucharius Lauringer, 1652.
- Atlantica, sive Manheim, vero Japheti posterorum sedes ac patria, Uppsala, paru entre 1679 et 1702.

### Éditions savantes des œuvres de Rudbeck
- Olaus Rudbecks Atlantica: Svenska originaltexten, Studier och källskrifter utgivna av Lärdomshistoriska samfundet, Stockholm, Almqvist & Wiksell, 1937–1950, 5 volumes.

### Études savantes
- Pierre Vidal-Naquet, L'Atlantide : petite histoire d'un mythe platonicien, Paris, Les Belles-Lettres, 2005.